# Gröntetjånne
Gröntetjånne är en sjö i Bergs kommun i Härjedalen och ingår i Ljungans huvudavrinningsområde. Sjön har en area på 0,0992 kvadratkilometer och ligger 930,7 meter över havet.

## Delavrinningsområde
Gröntetjånne ingår i det delavrinningsområde (697524-134016) som SMHI kallar för Utloppet av Öjön. Medelhöjden är 907 meter över havet och ytan är 14,07 kvadratkilometer. Räknas de 19 avrinningsområdena uppströms in blir den ackumulerade arean 66,56 kvadratkilometer. Skärkan (Öjönån) som avvattnar avrinningsområdet har biflödesordning 2, vilket innebär att vattnet flödar genom totalt 2 vattendrag innan det når havet efter 341 kilometer. Avrinningsområdet består mestadels av skog (24 procent), sankmarker (13 procent) och kalfjäll (42 procent). Avrinningsområdet har 2,28 kvadratkilometer vattenytor vilket ger det en sjöprocent på 16,2 procent.